# Setodes vartianorum
Setodes vartianorum är en nattsländeart som beskrevs av Malicky 1986. Setodes vartianorum ingår i släktet Setodes och familjen långhornssländor. Inga underarter finns listade i Catalogue of Life.